# Saint-Laurent-du-Pape
Saint-Laurent-du-Pape – miejscowość i gmina we Francji, w regionie Owernia-Rodan-Alpy, w departamencie Ardèche.
Według danych na rok 1990 gminę zamieszkiwało 1206 osób, a gęstość zaludnienia wynosiła 60 osób/km² (wśród 2880 gmin regionu Rodan-Alpy Saint-Laurent-du-Pape plasuje się na 682. miejscu pod względem liczby ludności, natomiast pod względem powierzchni na miejscu 500.).

## Populacja

Populacja Saint-Laurent-du-Pape w latach 1962-2008

## Galeria

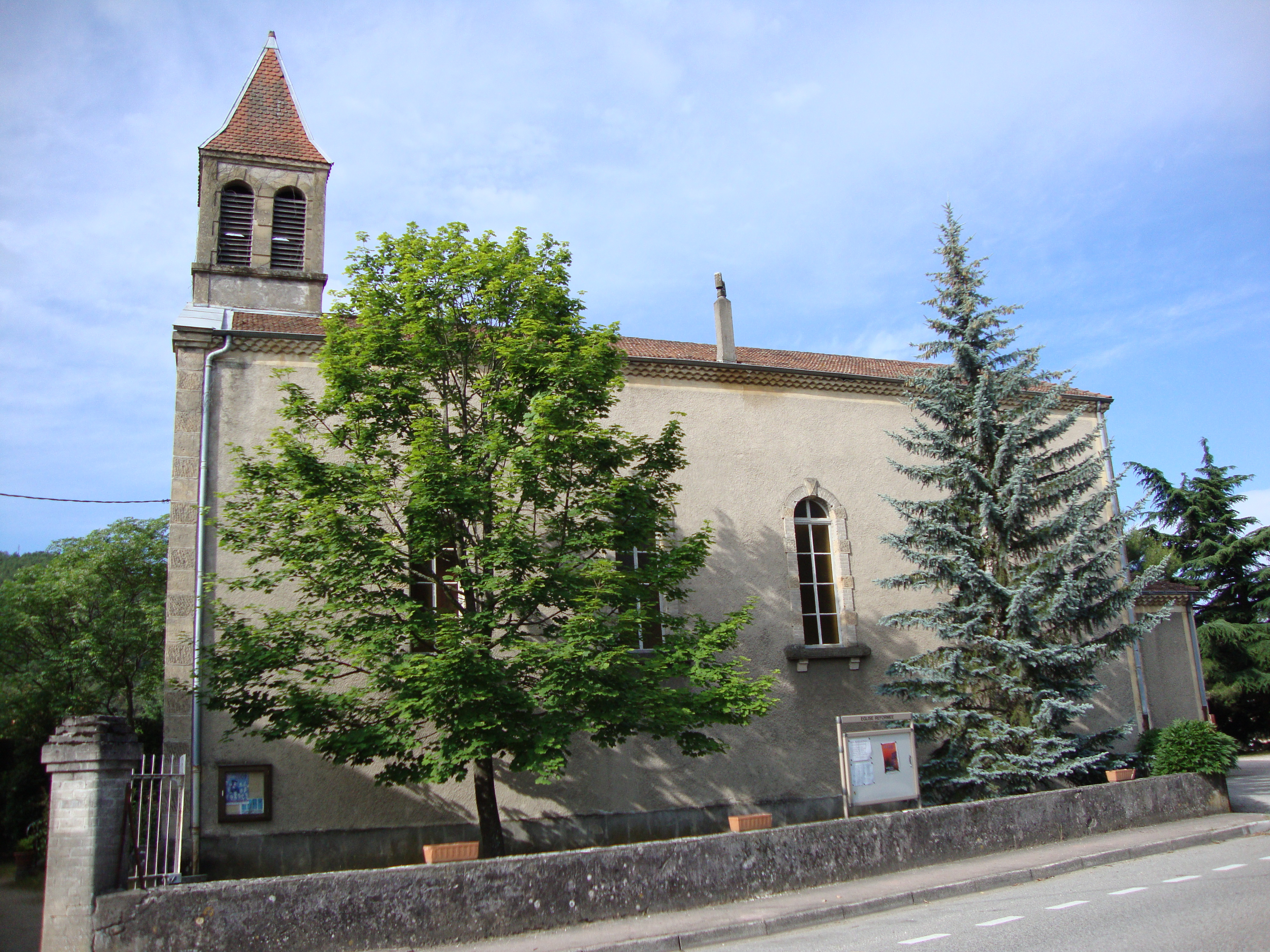
Kościół reformowany (2010)
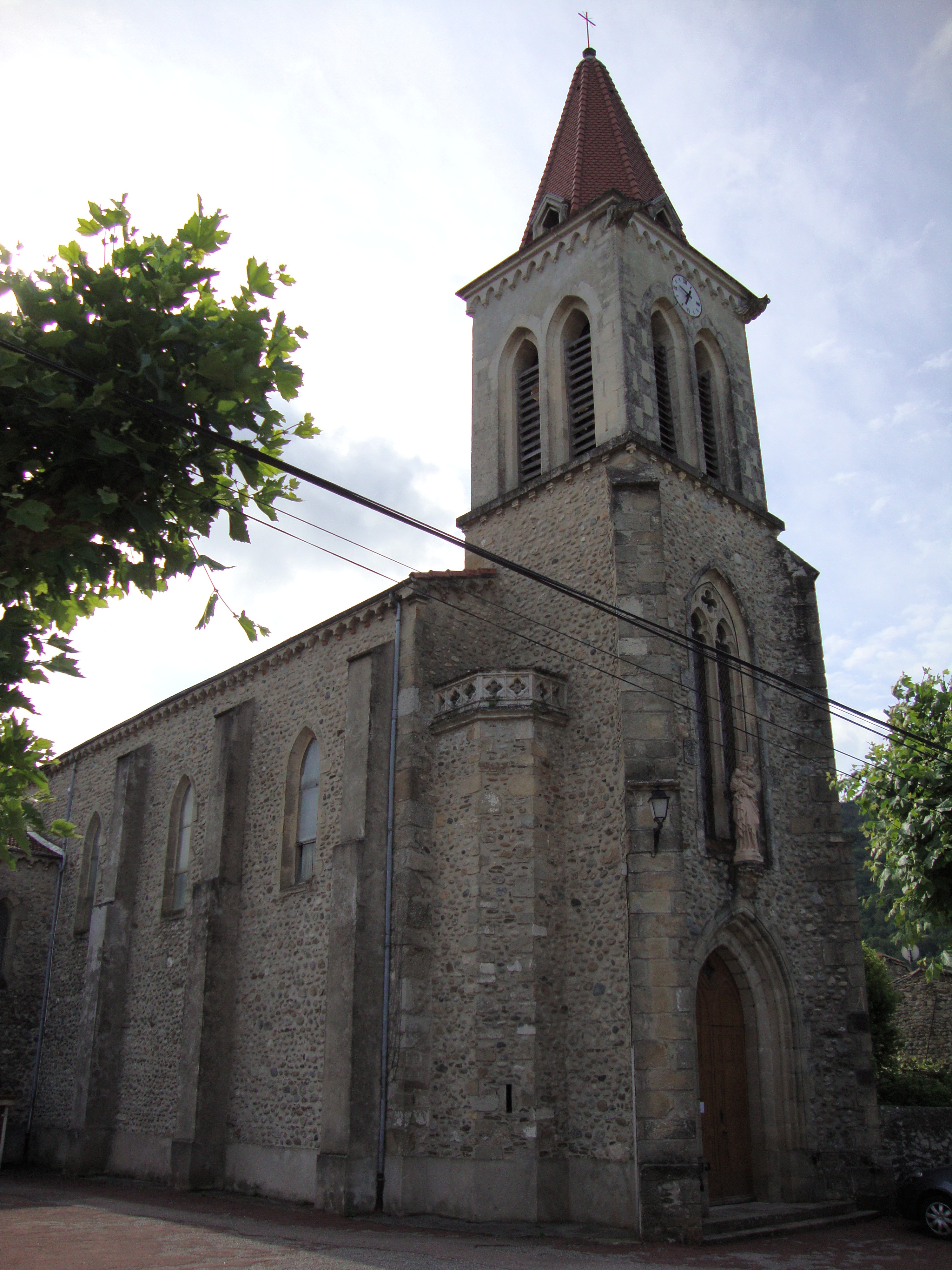
Kościół katolicki (2010)
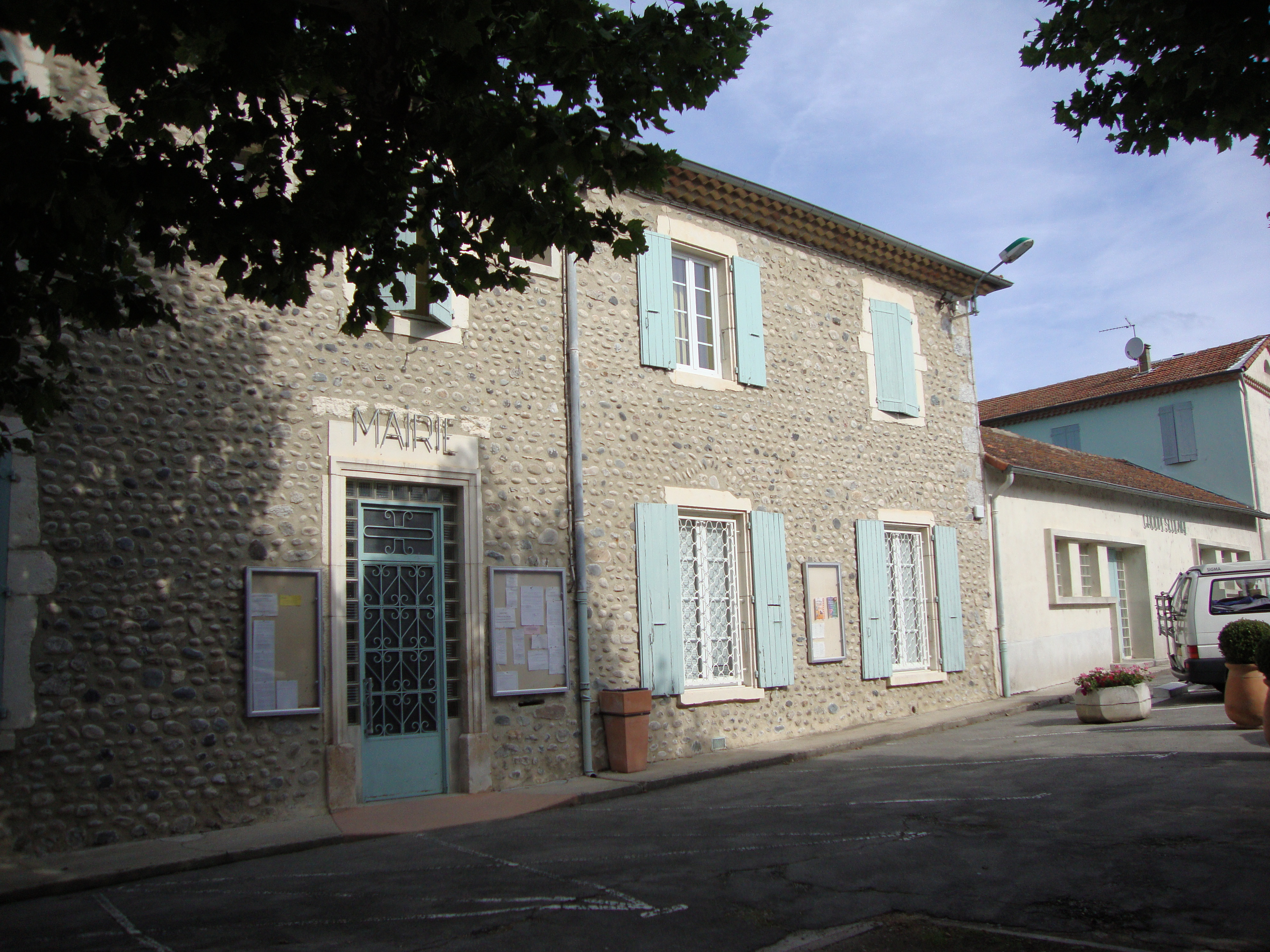
Merostwo (2010)